# Roca Cambiasso
Roca Cambiasso är en klippa i Antarktis. Den ligger i havet söder om Cape Murdoch på Laurie Island, Sydorkneyöarna. Argentina och Storbritannien gör anspråk på området.
Terrängen runt Cambiasso är huvudsakligen kuperad, men den allra närmaste omgivningen är varierad. Trakten är obefolkad.